# SN 2005cs
SN 2005cs – supernowa w galaktyce Wir (M51, NGC 5194) w gwiazdozbiorze Psów Gończych. Odkrył ją 27 czerwca 2005 roku Wolfgang Kloehr, astronom amator z Niemiec. W chwili odkrycia miała ona jasność ok. 14m.
30 czerwca 2005 SN 2005cs osiągnęła swoją maksymalną jasność – 13,5m. Do października miała jasność 14,5m.
SN 2005cs została sklasyfikowana jako supernowa typu II z wypłaszczeniem (plateau). Typ ten wyróżnia się tym, że po zapadnięciu się i eksplozji masywnej gwiazdy, jasność obiektu pozostaje przez pewien czas na stałym poziomie.